# Gneis Acasta
El gneis de l'Acasta és un aflorament de roca amb l'edat més antiga coneguda, amb una edat de formació al voltant dels 4.280 milions d'anys. Aquest aflorament de gneis és als Territoris del Nord-oest del Canadà i fou localitzat el 1989 en una illa a 300 km al nord de Yellowknife prop del riu Acasta.
La seva formació, cal datar-la en el període hadeà (precambrià) i permet considerar que, aleshores, ja el planeta s'havia refredat prou per a formar l'escorça terrestre.